# Димитър Крепиев
Димитър Йорданов Крепиев (изписване до 1945 година: Димитър Йордановъ Крѣпиевъ) е български фотограф, общественик и предприемач от Македония.

## Биография
Димитър Крепиев е роден в град Велес, тогава в Османската империя. Брат му Георги Крепиев също е фотограф. Димитър Крепиев в 1903 година завършва с осемнадесетия випуск Солунската българска мъжка гимназия.
Преселва се в София, където се занимава с фотография. Издава хумористичното списание „Въртокъщник“, по-късно преименувано на „Бай Ганю“ (1910 - 1912).
След 1936 година започва производството на български радио апарати „ИРА“ (Индустрия за радиоапарати) и „Ирафон“.